# Yubo
 (juillet 2022).
Pour le barangay de Yubo, voir La Carlota (Philippines).
Yubo est une application de réseau social française développée par Twelve APP en 2015. Selon Les Échos, l'application est « extrêmement populaire aux États-Unis et séduit surtout la génération des 16-25 ans ». Les fondateurs de l'application ont créé Yubo après avoir « constaté un comportement propre à la génération Z, qui partageait sur Instagram ou Facebook leur pseudo Snapchat dans le but de se faire de nouveaux amis ».

## Histoire
Yubo est une application mobile créée en 2015 par Sacha Lazimi, Jérémie Aouate et Arthur Patora, trois étudiants français en écoles d'ingénieur, CentraleSupélec et Télécom Paris. L'application a eu deux précurseurs : Saloon en 2012, et Twelve, en 2013,,.
Le lancement de Yubo a lieu en octobre 2015 sur iPhone et Android. En mars 2017, l'agence spécialisée App Annie indique que Yubo est depuis décembre 2016 « dans le top 10 des applis les plus téléchargées dans la catégorie lifestyle ».
En décembre 2019, l'entreprise réalise une levée de fonds de 11 200 000 euros auprès de ses investisseurs habituels — Alven, qui est son investisseur historique, Sweet Capital et Village Global, qui compte parmi ses investisseurs Mark Zuckerberg et Jeff Bezos — mais également auprès des fonds d'investissement Iris Capital et Idinvest Partners,,. Yubo annonce plusieurs raisons à cette levée de fonds. Yubo veut notamment continuer d'investir de façon importante pour assurer la sécurité de ses utilisateurs. Yubo a pour ambition de passer de 25 millions d'utilisateurs inscrits en 2019 à 250 millions en 2022 en développant de nouveaux marchés, dont le Japon et le Brésil,. Les fonds doivent également servir à développer des nouveautés technologiques comme le partage d'écran permettant aux utilisateurs de collaborer pour les jeux ou pour faire du shopping.
Au printemps 2020, l’application s'enrichit de quatre jeux créés en collaboration avec ses utilisateurs[réf. nécessaire].
En novembre 2020, Yubo réalise une nouvelle levée de fonds, récoltant 40 millions d'euros auprès de ses investisseurs historiques et d'un nouvel entrant, Gaia Capital Partner. L'objectif annoncé est notamment de continuer à renforcer la sécurité et de développer le marché asiatique,. Par ailleurs, Jerry Murdock, investisseur commun à Twitter et Snapchat, entre au conseil d'administration de Yubo,.

### Utilisateurs
Yubo s'est d'abord implanté dans les pays anglo-saxons, en particulier les États-Unis, le Royaume-uni et l'Australie,. En effet, à ses débuts, Yubo propose à ses utilisateurs de trouver de nouveaux amis grâce à Snapchat, une application elle-même très utilisée dans les pays anglo-saxons,. Le directeur de la communication de la société affirme que les fondateurs de l'application ont créé Yubo après avoir « constaté un comportement propre à la génération Z, qui partageait sur Instagram ou Facebook leur pseudo Snapchat dans le but de se faire de nouveaux amis ».
Par ailleurs, la société revendique en mars 2017 dix millions d'inscrits, puis, en février 2019, 500 000 utilisateurs actifs quotidiennement et 20 millions d'inscrits, puis, en décembre 2019, un million d'utilisateurs actifs quotidiennement et 25 millions d'inscrits. Les États-Unis représentent alors 40 % des utilisateurs, le Canada 10%, le Royaume-Uni 20%, et les pays scandinaves 20%. La société déclare que les utilisateurs se sont créés 2 milliards d'amis entre 2015 et 2019, qu'ils ont échangé 10 milliards de messages et ont réalisé plus de 30 millions de discussions vidéo.
En 2020, dans le contexte de la pandémie de covid-19, la société annonce une accélération de la croissance de son activité avec une augmentation de 350 % du temps passé dans les groupes de discussion, et 8,5 millions de nouveaux membres inscrits de janvier à septembre. Selon Les Échos, l'application est « extrêmement populaire aux États-Unis et séduit surtout la génération les 16-21 ans ». En novembre 2020, la société revendique 40 millions de membres.

## Particularités
Yubo permet de créer des groupes de discussion en vidéo en temps réel, avec au maximum 10 membres,,,. L'objectif déclaré par les concepteurs de l'application est que Yubo puisse devenir un endroit familier pour les utilisateurs, qui pourront ainsi socialiser en ligne comme dans la « vraie vie » : par exemple, les utilisateurs de Yubo peuvent rejoindre une conversation vidéo en direct pour jouer de la guitare avec leurs amis, faire des concours de chant, faire leurs devoirs, ou simplement se détendre et parler de choses aléatoires,,,,. Selon TechCrunch et Le Figaro, ainsi que la psychologue clinicienne Emma Levillair qui analyse l'abandon du bouton « j'aime » par Yubo, le modèle de réseau social développé par la société Yubo se démarque de la plupart des réseaux sociaux qui l'ont précédé, ces derniers étant plutôt basés sur le partage de contenus et l'abonnement aux comptes d'« influenceurs » ayant de très nombreux abonnés,.
Par ailleurs, Yubo vise la « génération Z », les personnes nées à la fin des années 1990. Selon Sacha Lazimi, cofondateur de l'application, il s'agit d' « une génération hyper connectée qui passe plus de temps en ligne que hors ligne », mais qui a néanmoins un « sentiment de solitude important ». L'application met un accent particulier pour aider ses utilisateurs à rencontrer de nouvelles personnes et se créer des cercles amicaux,. L'une des fonctionnalités de Yubo permet de faire défiler des profils et d'indiquer ceux qui suscitent l'intérêt. Si l'intérêt est partagé, alors un échange privé peut commencer. Yubo permet ainsi de créer un contact selon des similitudes de profils et non selon les interactions réellement constatées entre les différents comptes, comme cela est le cas pour d'autres réseaux sociaux,.

### Modèle économique
Yubo ne met pas de publicité sur son application et affirme ne pas monétiser les données de ses utilisateurs. La société déclare que sa seule source de revenu est la vente de fonctionnalités supplémentaires,.

## Sécurité, gestion des contenus illicites
L'application est conçue pour limiter les interactions entre les utilisateurs ayant une différence d’âge substantielle, notamment entre les majeurs et les mineurs,. Et pour éviter que les utilisateurs fraudent sur leur âge déclaré, Yubo met en place diverses sécurités. Pour accéder à l'application, il est obligatoire de mettre une photo sur son profil. En outre, Yubo a recours à une solution d'estimation de l'âge utilisée sur l'ensemble des utilisateurs de l'application. Pour lutter contre l'utilisation de fausses photos, Yubo utilise l'intelligence artificielle de Google Images pour repérer les photos qui seraient déjà présentes ailleurs sur internet. Et en cas de doute sur la véracité de la photo, l'utilisateur doit s'identifier en fournissant une pièce d'identité,.
Les règles de Yubo interdisent notamment la nudité, les drogues, les armes, les propos racistes, homophobes ou haineux,. Pour faire respecter ses règles, Yubo utilise des algorithmes bannissant l'usage de certains termes sur l'application, notamment ceux véhiculant des insultes, des humiliations, ou des demandes d'images dénudées,.
En 2020, Yubo affirme intervenir en direct sur les discussions filmées, en prenant une photo toutes les deux secondes de chaque flux vidéo des groupes de discussion. Des algorithmes sont chargés de détecter sur ces photos la nudité, la drogue, la violence, etc, et peuvent alors interrompre le flux vidéo si nécessaire,,. En février 2020 au Royaume-Uni, le rapport indépendant IICSA (Independent inquiry into child sexual abuse) sur les abus sexuels d'enfants estime que « la valeur de la modération humaine est évidente dans le succès obtenu par le réseau social Yubo, dont les modérateurs interrompent les diffusions en direct pour dire aux utilisateurs mineurs de mettre leurs vêtements ».
En France, Yubo adhère en 2020 à la plateforme Point de Contact qui permet de signaler des contenus illicites en ligne,. Yubo collabore également avec l'association e-Enfance, qui lutte contre les cyber-violences. La société a établi des partenariats dans plusieurs pays avec des associations engagées dans la lutte contre le harcèlement en ligne et la protection de l'enfance.

### Critiques
À partir de 2016, Yubo est critiqué par la presse, des associations et des spécialistes de la protection de l'enfance qui soulèvent différents problèmes : risque de prédation sexuelle des jeunes par des adultes, envoi de photos de nudité et cas de harcèlement,,,,,. Au fil du temps, la société Yubo met en place diverses améliorations des systèmes de sécurité,, et fin 2019, Yubo assure que ses problèmes de modération relèvent du passé. Les experts en sécurité reconnaissent l'engagement et les progrès de Yubo en la matière,,,,, mais estiment que ni Yubo ni les réseaux sociaux en général ne peuvent parvenir à un risque nul pour leurs utilisateurs,,,.
En juin 2023 le média français Vakita révèle la présence active de groupe pédocriminels sur la plateforme. Ces derniers se feraient passer pour de jeunes adolescents auprès de leurs victimes afin de leur soutirer des photos à caractère sexuel. Les images à caractère sexuel des jeunes adolescents piégés se retrouvent ensuite revendues sur des boucles Telegram ou encore publiées sur des sites pédopornographiques. À la suite de ces révélations, l'équipe de Yubo a publié un communiqué de presse dans lequel ils expliquent que ces pratiques n'ont pas lieu sur Yubo et que les demandes de photos de nue ainsi que l'envoi de ces mêmes photos sont effectuées sur d'autres plateformes que Yubo. Ils ont également indiqué avoir mené de nombreuses enquêtes internes et procédé à de nombreux bannissements et signalements aux autorités[source secondaire nécessaire].